# Adolf Theodor Franck

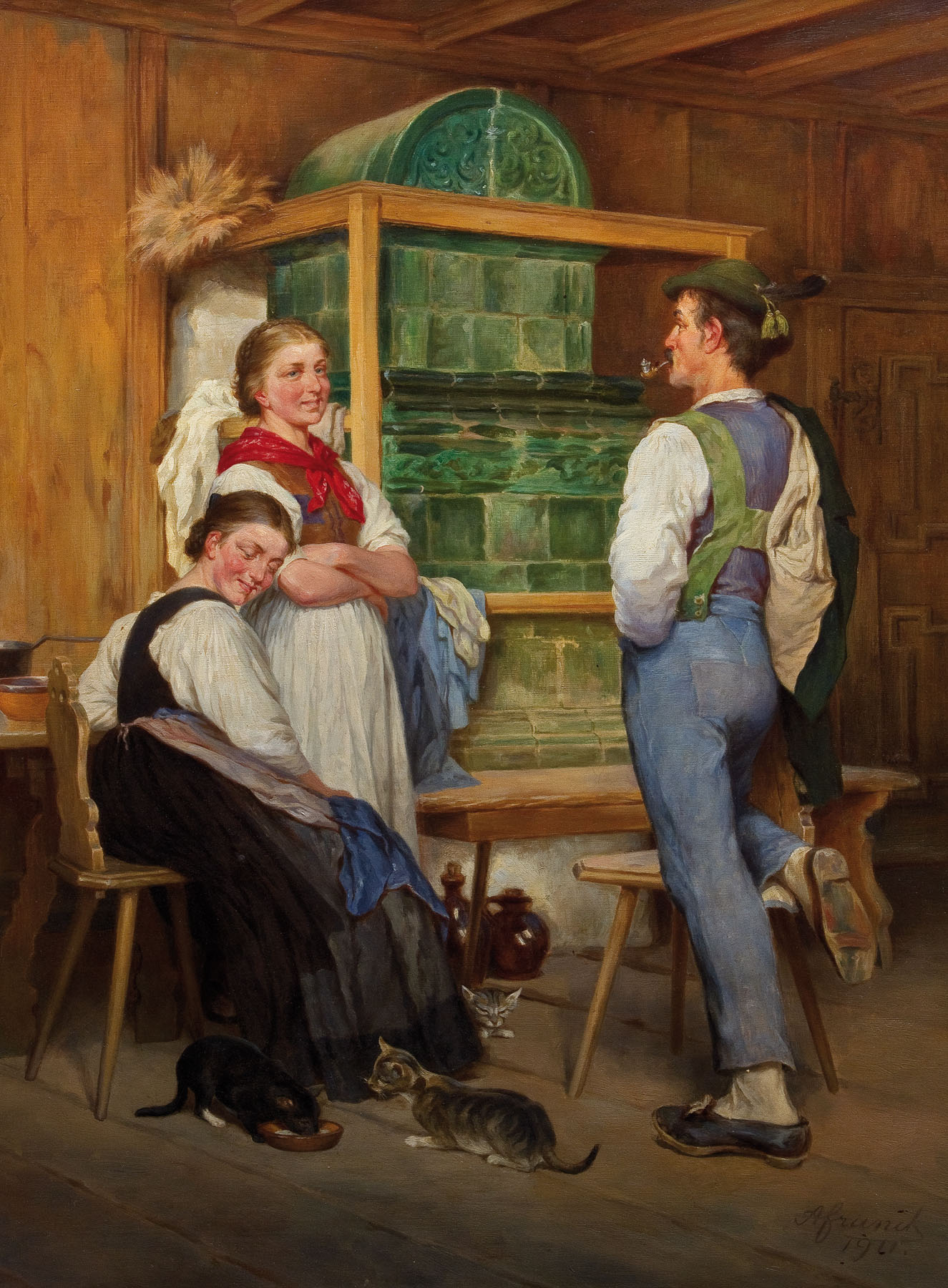
In der guten Stube, 1911

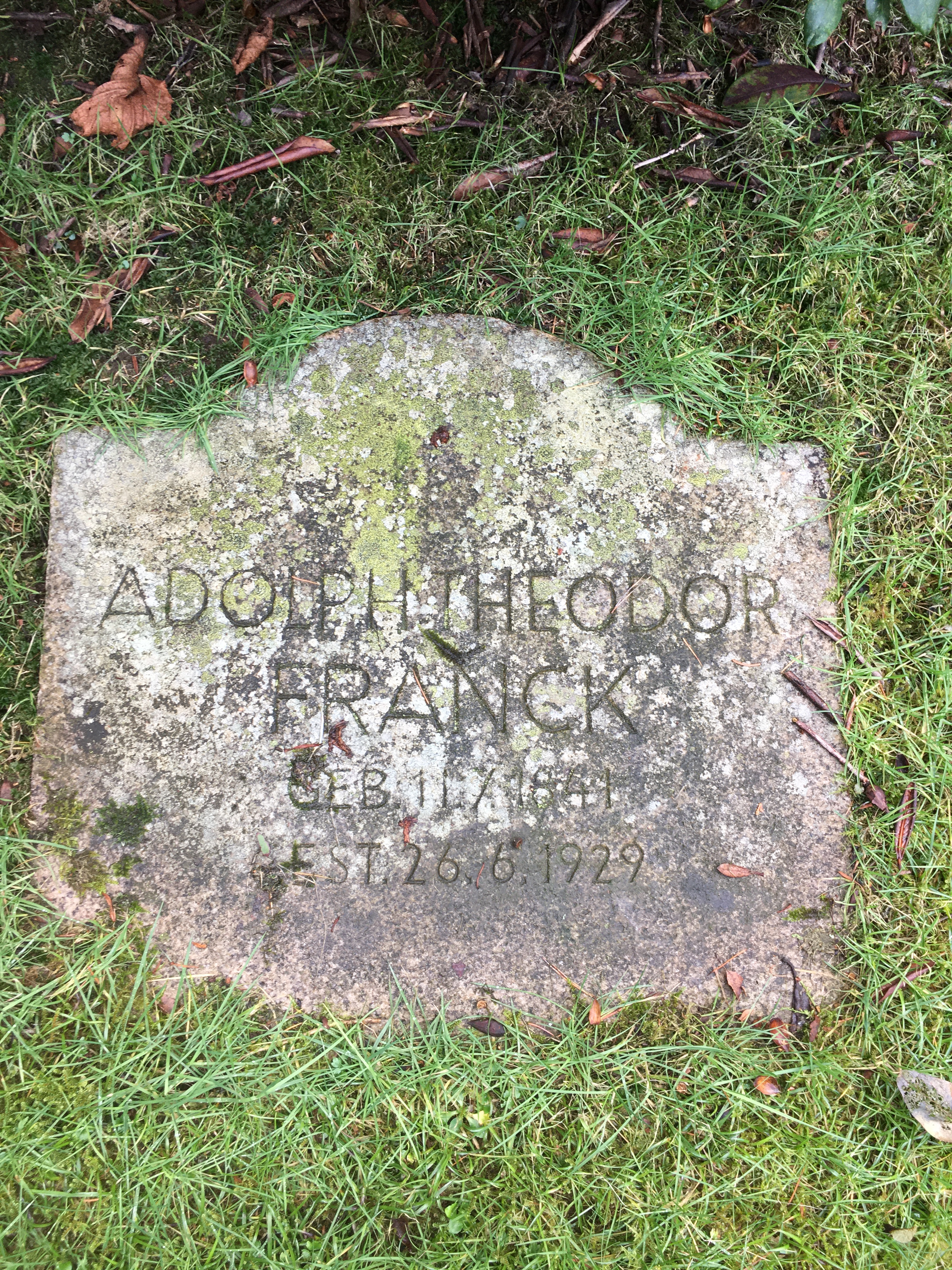
Grabstätte auf dem Friedhof Ohlsdorf

Adolf Theodor Franck (* 11. Juli 1841 in Hamburg-Billwerder; † 26. Juni 1929 in Hamburg) war ein deutscher Landschafts- und Genremaler und Radierer, Neffe von Carl Julius Milde.

## Leben
Franck begann seine Malererlehre 1858 in Hamburg bei Günther Gensler und Jacob Gensler.
Seit dem 24. Oktober 1860 studierte er in der Antikenklasse der Königlichen Akademie der Bildenden Künste München bei Johann Georg Hiltensperger und Hermann Anschütz.
Die Jahre von 1863 bis 1868 verbrachte er in Italien, danach ließ er sich in Hamburg nieder, besuchte aber oft München. 
Adolf Theodor Franck beschäftigte sich hauptsächlich mit der Landschafts- und Trachtenbildermalerei. Er war zudem Mitglied im Hamburger Künstlerverein von 1832.
Seine letzte Ruhestätte fand Franck auf dem Hamburger Friedhof Ohlsdorf im Planquadrat AE 14.